# NGC 1350
NGC 1350 ，是天炉座的一個星系。